# West Kingsdown
West Kingsdown è un villaggio e parrocchia civile dell'Inghilterra, appartenente alla contea del Kent. È sede del circuito di Brands Hatch